# Holoarctia scriniensis
Holoarctia scriniensis là một loài bướm đêm thuộc phân họ Arctiinae, họ Erebidae.